# Народные промыслы и ремёсла (серия монет)
Народные промыслы и ремёсла (укр. Народні промисли та ремесла) — серия памятных монет, выпускавшаяся Национальным банком Украины в 2009—2012 годах. Серия состоит из семи нейзильберовых монет номиналом в 5 гривен и семи серебряных монет номиналом в 10 гривен.
О начале выпуска серии и выпуске монет «Бокораш» было объявлено постановлением правления Национального банка Украины от 8 мая 2009 года.

## Монеты
Общие характеристики монет в 5 гривен:
- Металл — нейзильбер;
- Масса — 16,54 г.;
- Диаметр — 35 мм;
- Качество чеканки — специальный анциркулейтед;
- Гурт — рифлёный;
- Отпускная цена НБУ — 29 гривен.

Общие характеристики монет в 10 гривен:
- Металл — серебро 925, с применением технологии патинирования;
- Масса чистого серебра — 31,1 г.;
- Диаметр — 38,6 мм;
- Качество чеканки — специальный анциркулейтед;
- Гурт — гладкий с углубленной надписью;
- Отпускная цена НБУ — 723 гривны.

| Аверс | Реверс | Описание | Примечание |
| --- | ------ | --- | --- |
| |        | На аверсе: малый государственный герб Украины, в центре — стилизованное изображение двух птиц, слева и справа — карпатский пейзаж с елями, хатами и брёвнами. Надписи: «НАЦІОНАЛЬНИЙ БАНК УКРАЇНИ 5 ГРИВЕНЬ 2009». На реверсе: бокораш с багром, справа и слева от него — традиционный карпатский орнамент, вверху — надпись «БОКОРАШ».                                                  | - Название монеты: Бокораш - Тираж: 45 000 - Дата выпуска в обращение: 28 июля 2009 - Художники: Владимир Таран, Александр Харук, Сергей Харук - Скульпторы: Святослав Иваненко, Анатолий Демьяненко      |
| |        | На аверсе: малый государственный герб Украины, в центре — стилизованное изображение двух птиц, слева и справа — карпатский пейзаж с елями, хатами и брёвнами. Надписи: «НАЦІОНАЛЬНИЙ БАНК УКРАЇНИ 10 ГРИВЕНЬ 2009». На реверсе: бокораш с багром, справа и слева от него — традиционный карпатский орнамент, вверху — надпись «БОКОРАШ».                                                 | - Название монеты: Бокораш - Тираж: 10 000 - Дата выпуска в обращение: 28 июля 2009 - Художники: Владимир Таран, Александр Харук, Сергей Харук - Скульпторы: Святослав Иваненко, Анатолий Демьяненко      |
| Бокораш — на Бойковщине и Гуцульщине — название плотогонов, занимающихся лесосплавом в Украинских Карпатах. |        | | |
| |        | На аверсе: малый государственный герб Украины, в центре — стилизованное изображение двух птиц, слева и справа — продукты труда колесника: возы, ярма, колёса, сани. Надписи: «НАЦІОНАЛЬНИЙ БАНК УКРАЇНИ 5 ГРИВЕНЬ 2009». На реверсе: работник, обрабатывающий деталь воза, декоративный орнамент, надпись «СТЕЛЬМАХ».                                                                    | - Название монеты: Колесник - Тираж: 45 000 - Дата выпуска в обращение: 28 декабря 2009 - Художники: Владимир Таран, Александр Харук, Сергей Харук - Скульптор: Владимир Демьяненко                       |
| |        | На аверсе: малый государственный герб Украины, в центре — стилизованное изображение двух птиц, слева и справа — продукты труда колесника: возы, ярма, колёса, сани. Надписи: «НАЦІОНАЛЬНИЙ БАНК УКРАЇНИ 10 ГРИВЕНЬ 2009». На реверсе: работник, обрабатывающий деталь воза, декоративный орнамент, надпись «СТЕЛЬМАХ».                                                                   | - Название монеты: Колесник - Тираж: 45 000 - Дата выпуска в обращение: 28 декабря 2009 - Художники: Владимир Таран, Александр Харук, Сергей Харук - Скульптор: Владимир Демьяненко                       |
| |        | | |
| |        | На аверсе: малый государственный герб Украины, в центре — стилизованное изображение двух петухов, слева — прялка, справа — ткацкие изделия. Надписи «НАЦІОНАЛЬНИЙ БАНК УКРАЇНИ 5 ГРИВЕНЬ 2010», логотип Монетного двора НБУ. На реверсе: ткачиха за работой, декоративный цветочный орнамент, надпись «ТКАЛЯ».                                                                           | - Название монеты: Ткачиха - Тираж: 45 000 - Дата выпуска в обращение: 28 июля 2010 - Художники: Владимир Таран, Александр Харук, Сергей Харук - Скульптор: Святослав Иваненко                            |
| |        | На аверсе: малый государственный герб Украины, в центре — стилизованное изображение двух петухов, слева — прялка, справа — ткацкие изделия. Надписи «НАЦІОНАЛЬНИЙ БАНК УКРАЇНИ 10 ГРИВЕНЬ 2010», логотип Монетного двора НБУ. На реверсе: ткачиха за работой, декоративный цветочный орнамент, надпись «ТКАЛЯ».                                                                          | - Название монеты: Ткачиха - Тираж: 10 000 - Дата выпуска в обращение: 28 июля 2010 - Художники: Владимир Таран, Александр Харук, Сергей Харук - Скульптор: Святослав Иваненко                            |
| |        | | |
| |        | На аверсе: малый государственный герб Украины, в центре — стилизованное изображение двух птиц, слева и справа — гончарные изделия. Надписи «НАЦІОНАЛЬНИЙ БАНК УКРАЇНИ 5 ГРИВЕНЬ 2010», логотип Монетного двора НБУ. На реверсе: гончар за работой, цветы, надпись «ГОНЧАР». | - Название монеты: Гончар - Тираж: 45 000 - Дата выпуска в обращение: 6 декабря 2010 - Художники: Владимир Таран, Александр Харук, Сергей Харук - Скульптор: Анатолий Демьяненко                          |
| |        | На аверсе: малый государственный герб Украины, в центре — стилизованное изображение двух птиц, слева и справа — гончарные изделия. Надписи «НАЦІОНАЛЬНИЙ БАНК УКРАЇНИ 10 ГРИВЕНЬ 2010», логотип Монетного двора НБУ. На реверсе: гончар за работой, цветы, надпись «ГОНЧАР». | - Название монеты: Гончар - Тираж: 10 000 - Дата выпуска в обращение: 6 декабря 2010 - Художники: Владимир Таран, Александр Харук, Сергей Харук - Скульптор: Анатолий Демьяненко                          |
| |        | | |
| |        | На аверсе: малый государственный герб Украины, в центре — стилизованное изображение двух птиц, слева и справа — изделия кузнечного ремесла — оружие и предметы быта. Надписи «НАЦІОНАЛЬНИЙ БАНК УКРАЇНИ 5 ГРИВЕНЬ 2011», логотип Монетного двора НБУ. На реверсе: кузнец за работой, справа и слева — декоративные вставки, вверху — надпись «КОВАЛЬ».                                   | - Название монеты: Кузнец - Тираж: 45 000 - Дата выпуска в обращение: 28 марта 2011 - Художники: Владимир Таран, Александр Харук, Сергей Харук - Скульптор: Анатолий Демьяненко, Святослав Иваненко       |
| |        | На аверсе: малый государственный герб Украины, в центре — стилизованное изображение двух птиц, слева и справа — изделия кузнечного ремесла — оружие и предметы быта. Надписи «НАЦІОНАЛЬНИЙ БАНК УКРАЇНИ 10 ГРИВЕНЬ 2011», логотип Монетного двора НБУ. На реверсе: кузнец за работой, справа и слева — декоративные вставки, вверху — надпись «КОВАЛЬ».                                  | - Название монеты: Кузнец - Тираж: 10 000 - Дата выпуска в обращение: 28 марта 2011 - Художники: Владимир Таран, Александр Харук, Сергей Харук - Скульптор: Анатолий Демьяненко, Святослав Иваненко       |
| |        | | |
| |        | На аверсе: малый государственный герб Украины, в центре — стилизованное изображение двух птиц, слева и справа — изделия стеклодувного ремесла. Надписи «НАЦІОНАЛЬНИЙ БАНК УКРАЇНИ 5 ГРИВЕНЬ 2012», логотип Монетного двора НБУ. На реверсе: стеклодув за работой, справа и слева — декоративные цветы, вверху — надпись «ГУТНИК».                                                        | - Название монеты: Стеклодув - Тираж: 35 000 - Дата выпуска в обращение: 28 февраля 2012 - Художники: Владимир Таран, Александр Харук, Сергей Харук - Скульптор: Анатолий Демьяненко, Владимир Демьяненко |
| |        | На аверсе: малый государственный герб Украины, в центре — стилизованное изображение двух птиц, слева и справа — изделия стеклодувного ремесла. Надписи «НАЦІОНАЛЬНИЙ БАНК УКРАЇНИ 10 ГРИВЕНЬ 2012», логотип Монетного двора НБУ. На реверсе: стеклодув за работой, справа и слева — декоративные цветы, вверху — надпись «ГУТНИК».                                                       | - Название монеты: Стеклодув - Тираж: 7 000 - Дата выпуска в обращение: 28 февраля 2012 - Художники: Владимир Таран, Александр Харук, Сергей Харук - Скульптор: Анатолий Демьяненко, Владимир Демьяненко  |
| |        | | |
| |        | На аверсе: малый государственный герб Украины, в центре — стилизованное изображение двух птиц, слева и справа — традиционная украинская одежда — кожухи, шапки, кептари. Надписи «НАЦІОНАЛЬНИЙ БАНК УКРАЇНИ 5 ГРИВЕНЬ 2012», логотип Монетного двора НБУ. На реверсе: на фоне натянутой шкуры — скорняк за работой, справа и слева — стилизованный орнамент, вверху — надпись «КУШНІР».  | - Название монеты: Скорняк - Тираж: 30 000 - Дата выпуска в обращение: 16 августа 2012 - Художники: Владимир Таран, Александр Харук, Сергей Харук - Скульптор: Владимир Атаманчук, Анатолий Демьяненко    |
| |        | На аверсе: малый государственный герб Украины, в центре — стилизованное изображение двух птиц, слева и справа — традиционная украинская одежда — кожухи, шапки, кептари. Надписи «НАЦІОНАЛЬНИЙ БАНК УКРАЇНИ 10 ГРИВЕНЬ 2012», логотип Монетного двора НБУ. На реверсе: на фоне натянутой шкуры — скорняк за работой, справа и слева — стилизованный орнамент, вверху — надпись «КУШНІР». | - Название монеты: Скорняк - Тираж: 5 000 - Дата выпуска в обращение: 16 августа 2012 - Художники: Владимир Таран, Александр Харук, Сергей Харук - Скульптор: Владимир Атаманчук, Анатолий Демьяненко     |
| |        | | |